# Cereeae
Die Cereeae sind eine Tribus in der Unterfamilie Cactoideae aus der Familie der Kakteengewächse.

## Beschreibung
Cereeae sind baumähnlich oder strauchig wachsende, manchmal kletternde Pflanzen. Ihre meist verlängerten bis kugelförmigen, gerippten und dornigen Triebe sind nicht gegliedert. Die für gewöhnlich seitlich am Trieb erscheinenden Blüten öffnen sich am Tag oder in der Nacht. Ihr Perikarpell weist für gewöhnlich einige wenige Schuppen auf oder ist vollständig kahl. Die fleischigen, beerenartigen, aufplatzenden oder nicht aufplatzenden Früchte besitzen häufig einen schwarz werdenden anhaftenden Blütenrest. Die kleinen bis großen Samen sind oval. Hilum und Mikropyle der Samen sind miteinander verschmolzen, ein Anhängsel fehlt.

## Systematik und Verbreitung
Die Tribus Cereeae wurde 1845 von Joseph zu Salm-Reifferscheidt-Dyck aufgestellt. 
Ihre Vertreter sind hauptsächlich im Osten von Südamerika verbreitet.

### Systematik nach Romeiro-Brito et al. (2023)
Monique Romeiro-Brito und Mitarbeiter fanden in einer phylogenetischen Studie im Jahre 2023 sechs gut unterstützte supragenerische Kladen.
- Untertribus Uebelmanniinae N.P.Taylor
  - Uebelmannia
- Untertribus Aylosterinae N.P.Taylor
  - Aylostera (inkl. Mediolobivia, Digitorebutia)
- Untertribus Rebutiinae Donald
  - Rebutia
  - Browningia
  - Weingartia (inkl. Sulcorebutia, Cintia)
- Untertribus Gymnocalyciinae N.P.Taylor
  - Gymnocalycium
- Untertribus Trichocereinae Buxb.
  - Trichocereus (= Echinopsis)
  - Mila
  - Pygmaeocereus
  - Haageocereus
  - Espostoa (inkl. Thrixanthocereus)
  - Rauhocereus
  - Weberbauerocereus
  - Cleistocactus (inkl. Samaipaticereus, Yungasocereus, Vatricania)
- Untertribus Cereinae Britton & Rose
  - Cereus
  - Stetsonia
  - Praecereus
  - Cipocereus
  - Micranthocereus
  - Xiquexique (inkl. Caerulocereus)
  - Arrojadoa (inkl. Stephanocereus, Floribunda, Pierrebraunia, Arrojadoopsis)
  - Facheiroa (inkl. Zehntnerella, Leocereus, Brasilicereus, Bragaia)
  - Melocactus
  - Discocactus
  - Coleocephalocereus (inkl. Buiningia, Siccobaccatus, Mariottia)
  - Pilosocereus (exkl. Pilosocereus subg. Gounellea und Caerulocereus)

### Systematik nach Nyffeler/Eggli (2010)
Basierend auf den bis zu diesem Zeitpunkt erfolgten molekularen phylogenetischen Untersuchungen an Kakteen schlugen Reto Nyffeler und Urs Eggli 2010 folgende neue supragenerische Klassifikation der Tribus Cereeae vor:
- Untertribus Rebutiinae Donald
  - Browningia
  - Gymnocalycium
  - Lasiocereus
  - Rebutia
  - Stetsonia
  - Uebelmannia
    - Weingartia
- Untertribus Cereinae Britton & Rose
  - Arrojadoa
  - Brasilicereus
  - Cereus
  - Cipocereus
  - Coleocephalocereus
  - Discocactus
  - Facheiroa
  - Leocereus
  - Melocactus
  - Micranthocereus
  - Pierrebraunia
  - Pilosocereus
  - Praecereus
  - Stephanocereus
- Untertribus Trichocereinae Buxb.
  - Acanthocalycium
  - Arthrocereus
  - Borzicactus
  - Cephalocleistocactus
  - Cleistocactus
  - Denmoza
  - Echinopsis
  - Espostoa
  - Espostoopsis
  - Haageocereus
  - Harrisia
  - Matucana
  - Mila
  - Oreocereus
  - Oroya
  - Rauhocereus
  - Samaipaticereus
  - Vatricania
  - Weberbauerocereus
  - Yungasocereus

### Systematik nach E.F.Anderson/Eggli (2005)
Zur Tribus gehören die folgenden Gattungen:
- Arrojadoa Britton & Rose
- Brasilicereus Backeb.
- Cereus Mill.
- Cipocereus F.Ritter
- Coleocephalocereus Backeb.
- Melocactus Link & Otto
- Micranthocereus Backeb.
- Pierrebraunia Esteves
- Pilosocereus Byles & G.D.Rowley
- Praecereus Buxb.
- Stephanocereus A.Berger
- Uebelmannia Buining

## Nachweise